# 26. november
26. november er dag 330 i året i den gregorianske kalender (dag 331 i skudår). Der er 35 dage tilbage af året.
Conradus dag. Conradus var biskop i Constanz omkring år 1000.

### Begivenheder
Født - Dødsfald
- 43 f.Kr. - Det andet triumvirat bestående af Gaius Julius Caesar Octavianus, Marcus Aemilius Lepidus og Marcus Antonius dannes.
- 1497 - Hans af Danmark krones til konge af Sverige efter rigsforstanderen Sten Stures nederlag.
- 1716 - Den første løve bliver udstillet i Boston, USA.
- 1778 - I Hawaii øgruppen bliver kaptajn James Cook den første europæer, der besøger Maui.
- 1922 - Howard Carter åbner døren ind til Tut Ankh Amons grav i Kongernes dal nær Luxor i Egypten  .
- 1941 - USAs præsident Franklin Delano Roosevelt underskriver loven, der gør den fjerde torsdag i november til Thanksgivingdag i USA.
- 1941   - En flåde på seks Hangarskibe under kommando af den japanske viceadmiral Chuichi Nagumo forlader Hitokapu Bay med kurs mod Pearl Harbor under streng radiotavshed.
- 1942 - Filmen Casablanca har premiere i "Hollywood Theater" i New York.
- 1950 - Koreakrigen: Tropper fra Folkerepublikken Kina rykker ind i Nordkorea og indleder et massivt modangreb på de sydkoreanske og amerikansk ledede FNtropper, og ethvert håb om en hurtig afslutning på konflikten forsvinder.
- 1968 - Rockgruppen Cream med blandt andet Eric Clapton giver afskedskoncert i Royal Albert Hall i London.
- 1969 - The Band får i USA en guldplade for deres album The Band
- 1970 - I løbet af ét minut falder der 38,1 mm regn i Basse Terre i Guadeloupe, hvilket anses for at være det kraftigste regnskyl, der nogensinde er registreret.
- 1978 - Kina indfører en skrap børnebegrænsningspolitik, hvor der kun tillades ét barn pr. familie.
- 1983 - Ved det største kup i Storbritanniens historie bliver guldbarrer til en værdi af 475 millioner kr. stjålet uden for Heathrow Lufthavn i London.
- 1990 - Fodboldspilleren Preben Elkjær spiller sin sidste kamp som topspiller, da Vejle Boldklub på hjemmebane møder B 1913. 33-årige Preben Elkjær, der spiller for Vejle, bliver i øvrigt vist ud i afskedskampen. Siden bliver Elkjær blandt andet tv-kommentator og fodboldtræner.
- 1998 - Som den første britiske premierminister nogensinde taler Tony Blair i Irlands parlament.
- 1999 - Katamaranen MS Sleipner går på grund nord af Haugesund, Norge, på vej til Bergen. 69 bliver reddet, 16 omkommer.
- 2001 - Forskere fra det amerikanske firma ACT meddeler at det er lykkedes at klone menneskeceller i et laboratorieforsøg. Det er første gang en sådan kloning var fuldført.

### Født
- 1847 - Dagmar, dansk prinsesse/kejserinde af Rusland (død 1928).
- 1869 - Maud, norsk dronning (død 1938).
- 1882 - Kai Nielsen, dansk billedhugger og maler (død 1924).
- 1885 - Heinrich Brüning, tysk kansler (død 1970).
- 1903 - Alice Sommer Herz, pianist og ved sin død den ældste overlevende fra koncentrationslejren Theresienstadt (død 2014).
- 1909 - Eugène Ionesco, fransk dramatiker (død 1994).
- 1915 - Earl Wild, amerikansk klassisk pianist (død 2010).
- 1918 - Patricio Aylwin, chilensk senator og præsident (død 2016).
- 1922 - Charles M. Schulz, amerikansk tegneserietegner (Radiserne) (død 2000).
- 1928 - Morten Reesen, dansk komponist (død 1961).
- 1937 - Boris Jegorov, sovjetisk læge-kosmonaut. (død 1994)
- 1939 - Tina Turner, amerikansk sangerinde (død 2023).
- 1939 - Preben Heide, tidligere dansk tv-vært.
- 1945 - John McVie, engelsk musiker.
- 1954 - Rikke Wölck, dansk skuespillerinde.
- 1959 - Jens Olaf Jersild, dansk tv-journalist.
- 1977 - Ivan Basso, italiensk cykelrytter
- 1977 - Maj Wismann, sexolog og forfatter
- 1979 - Torsten Laen, dansk håndboldspiller.
- 1981 - Natasha Bedingfield, engelsk sangerinde.

### Dødsfald
- 1504 - Isabella 1., dronning af Kastilien og Aragonien (født 1451).
- 1781 - Johan Frederik Gotthilf Lehmann, dansk officer (født 1725).
- 1821 - Christen Henriksen Pram, dansk/norsk digter, embedsmand og tidsskriftudgiver (født 1756).
- 1836 - John MacAdam, skotsk ingeniør og vejbygger (født 1756).
- 1855 - Adam Mickiewicz, polsk digter (født 1798).
- 1883 - Otto Hans Lütken, dansk søofficer og minister (født 1813).
- 1915 - Jacob Frederik Scavenius, dansk politiker, kammerherre og minister (født 1838).
- 1941 - Niels Hansen Jacobsen, dansk billedhugger og keramiker (født 1861).
- 1956 - Tommy Dorsey, amerikansk orkesterleder (født 1905).
- 1959 - Povl Bang-Jensen, dansk embedsmand og diplomat (født 1909) - fundet død.
- 1964 - Bodil Ipsen, dansk skuespiller (født 1889).
- 1971 - Joe Adonis, amerikansk gangster (født 1902).
- 1987 - Ove Joensen, færøsk eventyrer (født 1948).
- 2003 - Lise Thomsen, dansk skuespiller (født 1914).
- 2005 - Ingálvur av Reyni, færøsk kunstner (født 1920).
- 2006 - Isaac Galvez, Spansk cykelrytter (født 1975).
- 2009 - Lis Løwert, dansk skuespillerinde (født 1919).
- 2010 - Palle Huld, dansk skuespiller (født 1912).

|  | Denne datoartikel kan blive bedre, hvis der indsættes et (bedre) billede Du kan hjælpe ved at afsøge Wikimedia Commons for et passende billede eller uploade et godt billede til Wikimedia Commons iht. de tilladte licenser og indsætte det i artiklen. |